# Eria amplectens
Eria amplectens är en orkidéart som beskrevs av Johannes Jacobus Smith. Eria amplectens ingår i släktet Eria och familjen orkidéer.
Artens utbredningsområde är Sulawesi. Inga underarter finns listade i Catalogue of Life.